# 4731 Monicagrady
4731 Monicagrady è un asteroide della fascia principale. Scoperto nel 1981, presenta un'orbita caratterizzata da un semiasse maggiore pari a 3,1138488 UA e da un'eccentricità di 0,2781630, inclinata di 5,84627° rispetto all'eclittica.